# Евангелос Кофос
Евангелос Кофос (на гръцки: Ευάγγελος Κωφός) е гръцки историк и политически анализатор, специалист по Македонския въпрос.

## Биография
Роден е в град Воден, Гърция, във фамилия, въвлечена в гръцката пропаганда в Македония в началото на XX век. Неговите основни теми на интерес са история и политика на Балканите и Македония в частност, откакто завършва своите академични учения в края на 50-те години на XX век.
Неговите академични звания включват дипломи от Университета на Охайо, Университета на Джорджтаун и докторантура по история от Лондонския университет. Кофос е член на няколко академични асоциации и е служил много години като Специален Съветник по Балканските въпроси в министерството на Чуждестранните въпроси в Атина. Считан е за създател и идеолог на гръцката политика към Република Македония. Той е също така съавтор на Атина-Скопие: Нелесна симбиоза, книга от 2012 година за отношенията между Гърция и Република Македония, която представя гръцката гледна точка на спора за името на бившата югорепублика.